# Coupe du monde des rallyes tout-terrain 2015
Navigation
2014 2016
La coupe du monde des rallyes tout-terrain 2015 est la 23e édition de la coupe du monde des rallyes tout-terrain.

## Calendrier[1]
| Round | Dates           | Rally name                  |
| ----- | --------------- | --------------------------- |
| 1     | 20–22 février   | Baja Russia Northern Forest |
| 2     | 28 mars–2 avril | Abu Dhabi Desert Challenge  |
| 3     | 20–24 avpril    | Sealine Cross-Country Rally |
| 4     | 12–16 mai       | Pharaons Rally              |
| 5     | 26–28 juin      | Italian Baja                |
| 6     | 24–26 juillet   | Baja Aragon                 |
| 7     | 14–16 août      | Hungarian Baja              |
| 8     | 28–30 août      | Baja Poland                 |
| 9     | 3–9 octobre     | Rallye OiLybia du Maroc     |
| 10    | 22–24 octobre   | Baja Portalegre             |

## Principaux Engagés
- Nb : Des concurrents chez X-Raid, Overdrive et Wevers Sport étaient engagés sous le nom de leurs sponsors.

| Auto                  | Équipe                                                                                     | Pilote                   | Courses     |
| --------------------- | ------------------------------------------------------------------------------------------ | ------------------------ | ----------- |
| Mini All4 Racing      | X-Raid Team G-Energy Team All4 Racing Team Orlen Team Van Merksteijn Motorsport Lotto Team | Nasser Al-Attiyah        | 2-9         |
| Mini All4 Racing      | X-Raid Team G-Energy Team All4 Racing Team Orlen Team Van Merksteijn Motorsport Lotto Team | Lucio Álvarez            | 2           |
| Mini All4 Racing      | X-Raid Team G-Energy Team All4 Racing Team Orlen Team Van Merksteijn Motorsport Lotto Team | Boris Garafulic          | 10          |
| Mini All4 Racing      | X-Raid Team G-Energy Team All4 Racing Team Orlen Team Van Merksteijn Motorsport Lotto Team | Mikko Hirvonen           | 6, 9        |
| Mini All4 Racing      | X-Raid Team G-Energy Team All4 Racing Team Orlen Team Van Merksteijn Motorsport Lotto Team | Krzysztof Holowczyc      | 8           |
| Mini All4 Racing      | X-Raid Team G-Energy Team All4 Racing Team Orlen Team Van Merksteijn Motorsport Lotto Team | Harry Hunt               | 2-3, 6, 9   |
| Mini All4 Racing      | X-Raid Team G-Energy Team All4 Racing Team Orlen Team Van Merksteijn Motorsport Lotto Team | Nazareno Lopez           | 9           |
| Mini All4 Racing      | X-Raid Team G-Energy Team All4 Racing Team Orlen Team Van Merksteijn Motorsport Lotto Team | Adam Malysz              | 2-4, 8-9    |
| Mini All4 Racing      | X-Raid Team G-Energy Team All4 Racing Team Orlen Team Van Merksteijn Motorsport Lotto Team | Jakub Przygonski         | 8-9         |
| Mini All4 Racing      | X-Raid Team G-Energy Team All4 Racing Team Orlen Team Van Merksteijn Motorsport Lotto Team | Nani Roma                | 3, 6        |
| Mini All4 Racing      | X-Raid Team G-Energy Team All4 Racing Team Orlen Team Van Merksteijn Motorsport Lotto Team | Orlando Terranova        | 2, 6        |
| Mini All4 Racing      | X-Raid Team G-Energy Team All4 Racing Team Orlen Team Van Merksteijn Motorsport Lotto Team | Stephan Schott           | 2, 8        |
| Mini All4 Racing      | X-Raid Team G-Energy Team All4 Racing Team Orlen Team Van Merksteijn Motorsport Lotto Team | Erik van Loon            | 1-4, 6, 8-9 |
| Mini All4 Racing      | X-Raid Team G-Energy Team All4 Racing Team Orlen Team Van Merksteijn Motorsport Lotto Team | Peter van Merksteijn, Jr | 3           |
| Mini All4 Racing      | X-Raid Team G-Energy Team All4 Racing Team Orlen Team Van Merksteijn Motorsport Lotto Team | Vladimir Vasilyev        | 1-4         |
| Toyota Hilux          | Overdrive Racing G-Energy Team Yazeed Racing Orlen Team Lotto Team                         | Khalid Al-Qassimi        | 2, 6        |
| Toyota Hilux          | Overdrive Racing G-Energy Team Yazeed Racing Orlen Team Lotto Team                         | Yazeed Al-Rajhi          | 2-4, 9      |
| Toyota Hilux          | Overdrive Racing G-Energy Team Yazeed Racing Orlen Team Lotto Team                         | Ronan Chabot             | 9           |
| Toyota Hilux          | Overdrive Racing G-Energy Team Yazeed Racing Orlen Team Lotto Team                         | Marek Dabrowski          | 1-9         |
| Toyota Hilux          | Overdrive Racing G-Energy Team Yazeed Racing Orlen Team Lotto Team                         | Giniel de Villiers       | 9           |
| Toyota Hilux          | Overdrive Racing G-Energy Team Yazeed Racing Orlen Team Lotto Team                         | Martin Kaczmarski        | 8           |
| Toyota Hilux          | Overdrive Racing G-Energy Team Yazeed Racing Orlen Team Lotto Team                         | Jens Munk                | 7-8         |
| Toyota Hilux          | Overdrive Racing G-Energy Team Yazeed Racing Orlen Team Lotto Team                         | Leeroy Poulter           | 9           |
| Toyota Hilux          | Overdrive Racing G-Energy Team Yazeed Racing Orlen Team Lotto Team                         | Tapio Suominen           | 1           |
| Toyota Hilux          | Overdrive Racing G-Energy Team Yazeed Racing Orlen Team Lotto Team                         | Bernhard ten Brinke      | 7-9         |
| Toyota Hilux          | Overdrive Racing G-Energy Team Yazeed Racing Orlen Team Lotto Team                         | Reinaldo Varela          | 1-6         |
| Toyota Hilux          | Overdrive Racing G-Energy Team Yazeed Racing Orlen Team Lotto Team                         | Vladimir Vasilyev        | 5, 8-9      |
| Toyota Hilux          | Mobilex Racing Team                                                                        | Kanat Shagirov           | 2-5, 9      |
| Toyota Hilux          | Protech Msport                                                                             | Aleksandr Zheludov       | 2, 9        |
| Toyota Hilux          | South Racing                                                                               | Fernando Alvarez         | 2, 5, 10    |
| Toyota Hilux          | South Racing                                                                               | Marco Bulacia            | 10          |
| Toyota Hilux          | South Racing                                                                               | Nazareno Lopez           | 2           |
| Ford Ranger           | South Racing                                                                               | Daniel Mas               | 10          |
| Hummer H3 Evo VII     | Mobilex Racing Team                                                                        | Yuriy Sazonov            | 1-9         |
| Hummer H3 Evo VII     | OffRoadSport                                                                               | Miroslav Zapletal        | 1-9         |
| HRX Ford              | Wevers Sport Ferm Powertools WRT Van Merksteijn Motorsport                                 | Dennis Kuipers (en)      | 3, 6        |
| HRX Ford              | Wevers Sport Ferm Powertools WRT Van Merksteijn Motorsport                                 | Rene Kuipers             | 3           |
| HRX Ford              | Wevers Sport Ferm Powertools WRT Van Merksteijn Motorsport                                 | Peter van Merksteijn, Sr | 3           |
| HRX Ford              | Wevers Sport Ferm Powertools WRT Van Merksteijn Motorsport                                 | Erik Wevers              | 6           |
| G-Force Proto         | G-Force Motorsport                                                                         | Boris Gadasin            | 5, 7        |
| Schlesser Original    | Schlesser GP                                                                               | Joan Roca                | 5-8         |
| Peugeot 2008 DKR      | Team Peugeot Total                                                                         | Sébastien Loeb           | 9           |
| Peugeot 2008 DKR      | Team Peugeot Total                                                                         | Carlos Sainz             | 9           |
| Mitsubishi ASX Racing | Mitsubishi Petrobras                                                                       | Gustavo Franciosi        | 10          |
| Mitsubishi ASX Racing | Mitsubishi Petrobras                                                                       | Carlos Sousa             | 10          |
| Mitsubishi ASX Racing | Mitsubishi Petrobras                                                                       | Guilherme Spinelli       | 10          |

## Résultats

### Baja Russia - Northern Forest[2]
| Pos. | #  | Equipe              | Equipage                                | Auto                   |
| ---- | -- | ------------------- | --------------------------------------- | ---------------------- |
| 1    | 11 | Overdrive Racing    | Tapio Suominen / Toni Nasman            | Toyota Hilux Overdrive |
| 2    | 1  | G-Energy Team       | Vladimir Vasilyev / Konstantin Zhiltsov | Mini All4 Racing       |
| 3    | 5  | Overdrive Racing    | Reinaldo Varela / Gustavo Gugelmin      | Toyota Hilux Overdrive |
| 4    | 2  |                     | Miroslav Zapletal / Maciej Marton       | Hummer H3 Evo 7        |
| 5    | 4  | X-Raid Team         | Erik van Loon / Wouter Rosegaar         | Mini All4 Racing       |
| 6    | 10 |                     | Andrey Novikov / Vladimir Novikov       | G-Force Proto          |
| 7    | 14 | FEC                 | Evgeniy Firsov / Vadim Filatov          | Nissan                 |
| 8    | 6  | Mobilex Racing Team | Yuriy Sazonov / Arslan Sakhimov         | Hummer H3 Evo 7        |
| 9    | 3  | Orlen Team          | Marek Dabrowski / Jacek Czachor         | Toyota Hilux Overdrive |
| 10   | 16 | Kazakhstan          | Dmitriy Filonets / Andrey Rusov         | Hummer H3 Evo 7        |

### Abu Dhabi Desert Challenge[3]
| Pos. | #   | Equipe                  | Equipage                                | Auto                   |
| ---- | --- | ----------------------- | --------------------------------------- | ---------------------- |
| 1    | 201 | G-Energy Team           | Vladimir Vasilyev / Konstantin Zhiltsov | Mini All4 Racing       |
| 2    | 206 | X-Raid Team             | Erik van Loon / Wouter Rosegaar         | Mini All4 Racing       |
| 3    | 223 |                         | Harry Hunt / Andreas Schulz             | Mini All4 Racing       |
| 4    | 205 | Yazeed Racing           | Yazeed Al-Rajhi / Timo Gottschalk       | Toyota Hilux Overdrive |
| 5    | 209 | Orlen Team              | Marek Dabrowski / Jacek Czachor         | Toyota Hilux Overdrive |
| 6    | 207 |                         | Orlando Terranova / Bernardo Graue      | Mini All4 Racing       |
| 7    | 210 | Orlen Team              | Adam Małysz / Rafał Marton              | Mini All4 Racing       |
| 8    | 244 | Polaris Racing Team UAE | Ahmed Al-Fahim                          | Polaris RZR 1000       |
| 9    | 235 |                         | Ali Al-Ketbi / Javid Waris              | Nissan Patrol          |
| 10   | 250 | Polaris Racing Team UAE | Mohammed Gulzar / Patrick McMurren      | Polaris RZR 1000       |

### Sealine Cross-Country Rally[4]
| Pos. | #   | Equipe              | Equipage                                | Auto                   |
| ---- | --- | ------------------- | --------------------------------------- | ---------------------- |
| 1    | 204 |                     | Nasser Al-Attiyah / Matthieu Baumel     | Mini All4 Racing       |
| 2    | 201 | G-Energy Team       | Vladimir Vasilyev / Konstantin Zhiltsov | Mini All4 Racing       |
| 3    | 208 | Overdrive Racing    | Reinaldo Varela / Gustavo Gugelmin      | Toyota Hilux Overdrive |
| 4    | 210 |                     | Miroslav Zapletal / Maciej Marton       | Hummer H3 Evo 7        |
| 5    | 207 | Orlen Team          | Marek Dabrowski / Jacek Czachor         | Toyota Hilux Overdrive |
| 6    | 209 | Orlen Team          | Adam Małysz / Rafał Marton              | Mini All4 Racing       |
| 7    | 218 | Mobilex Racing Team | Yuriy Sazonov / Arslan Sakhimov         | Hummer H3 Evo 7        |
| 8    | 232 |                     | Maxim Kirpilev / Andrei Rudnitski       | Toyota LC200           |
| 9    | 226 | Mobilex Racing Team | Kanat Shagirov / Alexandr Moroz         | Toyota Hilux           |
| 10   | 214 |                     | Eric Mozas / Sébastien Delaunay         | Polaris RZR 1000       |

### Pharaons Rally[5]
| Pos. | #   | Equipe              | Equipage                                | Auto                   |
| ---- | --- | ------------------- | --------------------------------------- | ---------------------- |
| 1    | 302 |                     | Nasser Al-Attiyah / Matthieu Baumel     | Mini All4 Racing       |
| 2    | 308 | Yazeed Racing       | Yazeed Al-Rajhi / Timo Gottschalk       | Toyota Hilux Overdrive |
| 3    | 301 | G-Energy Team       | Vladimir Vasilyev / Konstantin Zhiltsov | Mini All4 Racing       |
| 4    | 305 | Orlen Team          | Marek Dabrowski / Jacek Czachor         | Toyota Hilux Overdrive |
| 5    | 306 |                     | Miroslav Zapletal / Maciej Marton       | Hummer H3 Evo 7        |
| 6    | 304 | Overdrive Racing    | Reinaldo Varela / Gustavo Gugelmin      | Toyota Hilux Overdrive |
| 7    | 303 | X-Raid Team         | Erik van Loon / Wouter Rosegaar         | Mini All4 Racing       |
| 8    | 310 | Mobilex Racing Team | Yuriy Sazonov / Arslan Sakhimov         | Hummer H3 Evo 7        |
| 9    | 319 | Opel Dakar Team     | Balasz Szalay / Aladar Lakloth          | Opel Mokka             |
| 10   | 316 | 4WD Jaton Racing    | Raul Orlandini / Eduardo Blanco         | Toyota Hilux           |

### Italian Baja[6]
| Pos. | #   | Equipe                    | Equipage                                   | Auto                   |
| ---- | --- | ------------------------- | ------------------------------------------ | ---------------------- |
| 1    | 201 |                           | Nasser Al-Attiyah / Matthieu Baumel        | Mini All4 Racing       |
| 2    | 203 | Overdrive Racing          | Reinaldo Varela / Gustavo Gugelmin         | Toyota Hilux Overdrive |
| 3    | 200 | G-Energy Team             | Vladimir Vasilyev / Konstantin Zhiltsov    | Toyota Hilux Overdrive |
| 4    | 202 | Orlen Team                | Marek Dabrowski / Jacek Czachor            | Toyota Hilux Overdrive |
| 5    | 204 |                           | Miroslav Zapletal / Tomas Ourednicek       | Hummer H3 Evo 7        |
| 6    | 235 |                           | Benediktas Vanagas / Sebastian Rozwadowski | Toyota Hilux           |
| 7    | 243 | Schlesser GP              | Joan Roca / Albert Peter Horn              | Schlesser GP           |
| 8    | 207 | Mobilex Racing Team       | Yuriy Sazonov / Arslan Sakhimov            | Hummer H3 Evo 7        |
| 9    | 219 | Fazekas Motorsport Racing | Karoly Fazekas / Laszlo Szenaki            | BMW X6 RR              |
| 10   | 209 |                           | Lorenzo Codeca / Bruno Fedullo             | Suzuki Grand Vitara    |

### Baja Aragon[7]
| Pos. | #   | Equipe              | Equipage                              | Auto                   |
| ---- | --- | ------------------- | ------------------------------------- | ---------------------- |
| 1    | 204 | X-Raid Team         | Joan Roma / Álex Haro Bravo           | Mini All4 Racing       |
| 2    | 209 | X-Raid Team         | Orlando Terranova / Bernardo Graue    | Mini All4 Racing       |
| 3    | 210 | X-Raid Team         | Mikko Hirvonen / Michel Périn         | Mini All4 Racing       |
| 4    | 200 | Overdrive Racing    | Reinaldo Varela / Gustavo Gugelmin    | Toyota Hilux Overdrive |
| 5    | 231 |                     | Ricardo Leal dos Santos / Mykel Justo | Nissan Navarra         |
| 6    | 203 | X-Raid Team         | Erik van Loon / Wouter Rosegaar       | Mini All4 Racing       |
| 7    | 232 |                     | Alejandro Martins / Jose Marques      | Toyota Hilux           |
| 8    | 202 | Orlen Team          | Marek Dabrowski / Jacek Czachor       | Toyota Hilux Overdrive |
| 9    | 207 | Overdrive Racing    | Khalid Al-Qassimi / Édouard Boulanger | Toyota Hilux Overdrive |
| 10   | 208 | Ferm Powertools WRT | Dennis Kuipers (en) / Fabian Lurquin  | HRX Ford               |

### Hungarian Baja[8]
| Pos. | #  | Equipe                    | Equipage                                    | Auto                   |
| ---- | -- | ------------------------- | ------------------------------------------- | ---------------------- |
| 1    | 1  |                           | Nasser Al-Attiyah / Matthieu Baumel         | Mini All4 Racing       |
| 2    | 5  | Overdrive Racing          | Bernhard ten Brinke / Tom Colsoul           | Toyota Hilux Overdrive |
| 3    | 3  |                           | Miroslav Zapletal / Maciej Marton           | Hummer H3 Evo 7        |
| 4    | 9  | Garzone ROP Kft           | Erik Korda / Attila Csato                   | HRX Ford               |
| 5    | 6  | Fazekas Motorsport Racing | Karoly Fazekas / Laszlo Szenaki             | BMW X6 RR              |
| 6    | 11 | Mobilex Racing Team       | Yuriy Sazonov / Alexandr Moroz              | Hummer H3 Evo 7        |
| 7    | 7  | Cargo Racing Kft          | Antal Fekete / Györgi Toth                  | Toyota Hilux Overdrive |
| 8    | 28 |                           | Aldis Vilcans / Janis Zeltins               | Nissan Pathfinder      |
| 9    | 16 | Astana Motorsport         | Denis Berezovskiy / Ignat Falkov            | Nissan Patrol          |
| 10   | 24 | Al Adam Rally Team        | Hamad Sheikh Al-Thani / Ferras Alouh Allowh | Ford Raptor            |

### Baja Poland[9]
| Pos. | #   | Equipe           | Equipage                                | Auto                   |
| ---- | --- | ---------------- | --------------------------------------- | ---------------------- |
| 1    | 106 |                  | Krzysztof Holowczyc / Lukasz Kurzeja    | Mini All4 Racing       |
| 2    | 101 |                  | Nasser Al-Attiyah / Matthieu Baumel     | Mini All4 Racing       |
| 3    | 109 | Overdrive Racing | Bernhard ten Brinke / Tom Colsoul       | Toyota Hilux Overdrive |
| 4    | 110 | Lotto Team       | Martin Kaczmarski / Tapio Suominen      | Toyota Hilux Overdrive |
| 5    | 103 | Orlen Team       | Marek Dabrowski / Jacek Czachor         | Toyota Hilux Overdrive |
| 6    | 102 | G-Energy Team    | Vladimir Vasilyev / Konstantin Zhiltsov | Toyota Hilux Overdrive |
| 7    | 116 | Orlen Team       | Jakub Przygoński / Andreas Schulz       | Mini All4 Racing       |
| 8    | 108 | Orlen Team       | Adam Małysz / Xavier Panseri            | Mini All4 Racing       |
| 9    | 104 |                  | Miroslav Zapletal / Maciej Marton       | Hummer H3 Evo 7        |
| 10   | 112 | NAC Rally Team   | Paweł Molgo / Janusz Jandrowicz         | Toyota Hilux Overdrive |

### Rallye OiLibya du Maroc[10]
| Pos. | #   | Equipe              | Equipage                                | Auto                   |
| ---- | --- | ------------------- | --------------------------------------- | ---------------------- |
| 1    | 300 |                     | Nasser Al-Attiyah / Matthieu Baumel     | Mini All4 Racing       |
| 2    | 301 | G-Energy Team       | Vladimir Vasilyev / Konstantin Zhiltsov | Toyota Hilux Overdrive |
| 3    | 305 | Yazeed Racing       | Yazeed Al-Rajhi / Timo Gottschalk       | Toyota Hilux Overdrive |
| 4    | 310 | Overdrive Racing    | Giniel de Villiers / Dirk Von Zitzewitz | Toyota Hilux Overdrive |
| 5    | 309 | X-Raid Team         | Mikko Hirvonen / Michel Périn           | Mini All4 Racing       |
| 6    | 328 | Overdrive Racing    | Leeroy Poulter / Robert Howie           | Toyota Hilux Overdrive |
| 7    | 307 | All4 Racing Team    | Harry Hunt / Andreas Schulz             | Mini All4 Racing       |
| 8    | 308 | Orlen Team          | Adam Małysz / Xavier Panseri            | Mini All4 Racing       |
| 9    | 306 | Overdrive Racing    | Bernhard ten Brinke / Tom Colsoul       | Toyota Hilux Overdrive |
| 10   | 315 | Mobilex Racing Team | Yuriy Sazonov / Alexandr Moroz          | Hummer H3 Evo 7        |

### Baja Portalegre[11]
| Pos. | #   | Equipe                    | Equipage                                  | Auto                     |
| ---- | --- | ------------------------- | ----------------------------------------- | ------------------------ |
| 1    | 504 | G-Energy Team             | Ricardo Porem / Jorge Monteiro            | Toyota Hilux Overdrive   |
| 2    | 502 | BP Ultimate Vodafone Team | Miguel Barbosa / Miguel Ramalho           | Mitsubishi Racing Lancer |
| 3    | 509 |                           | Joao Ramos / Vitor Jesus                  | Toyota Hilux             |
| 4    | 508 | G-Energy Team             | Helder Oliveira / Nuno Rodrigues da Silva | Nissan Navarra           |
| 5    | 516 | X-Raid Team               | Boris Garafulic / Filipe Palmeiro         | Mini All4 Racing         |
| 6    | 530 | South Racing              | Marco Bulacia / Ruben Garcia              | Toyota Hilux             |
| 7    | 501 |                           | Carlos Sousa / Paulo Fiúza                | Mitsubishi ASX Racing    |
| 8    | 528 | South Racing              | Daniel Mas / Juan Pablo Latrach           | Ford Ranger              |
| 9    | 520 |                           | Marcos de Moraes / Fabio Pedroso          | Nissan Navarra           |
| 10   | 524 |                           | Alejandro Martins / José Marques          | Toyota Hilux             |

## Classement du championnat[12]
| Position | Pilote              | Points |
| -------- | ------------------- | ------ |
| 1        | Nasser Al-Attiyah   | 261    |
| 2        | Vladimir Vasilyev   | 221    |
| 3        | Reinaldo Varela     | 97     |
| 4        | Marek Dabrowski     | 92     |
| 5        | Miroslav Zapletal   | 84     |
| 6        | Erik van Loon       | 72     |
| 7        | Harry Hunt          | 44     |
| 8        | Bernhard ten Brinke | 41     |
| 9        | Adam Malysz         | 40     |
| 10       | Yuriy Sazonov       | 38     |